# Maaskempens

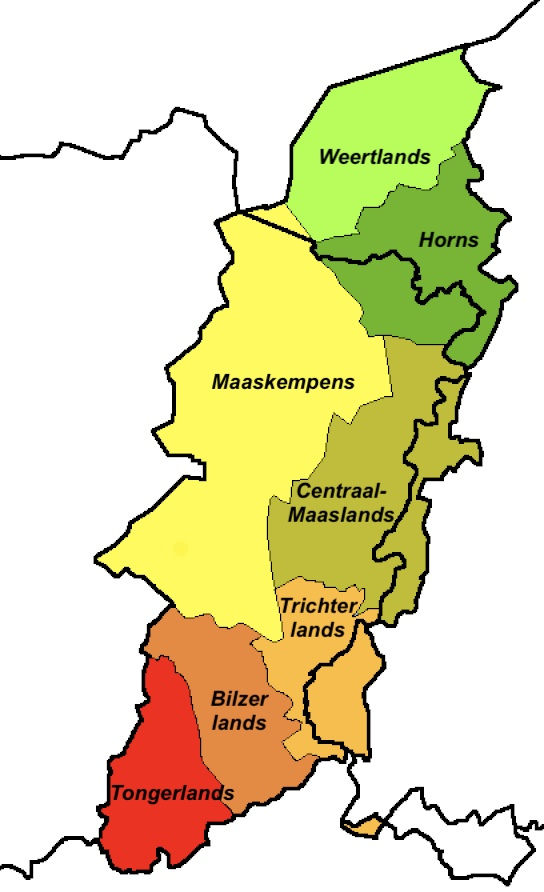
Kaart van de Centraal-Limburgse subdialecten

Het Maaskempens (Limburgs: Maoskempes) is een groep Limburgse dialecten volgens de indeling van het Woordenboek van de Limburgse Dialecten (WLD). Het is een dialectgroep binnen het Centraal-Limburgs. De Maaskempense dialecten worden gesproken in het hart van Belgisch Limburg, in het oosten van de Kempen. Het Maaskempens wordt gesproken in Bocholt, Bree, Oudsbergen, As, Genk, Zutendaal, Neeroeteren en Opoeteren.

## Kenmerken
De Maaskempense dialecten zijn onderling divers. Zeker aan de noordoostkant en de zuidkant zijn de grenzen dan ook niet even scherp. In het noordwesten en oosten is de overgang duidelijker geformuleerd, doordat daar natuurlijke barrières voor een isolatie hebben gezorgd.
De Maaskempense dialecten liggen oostelijk van de Panninger Zijlinie en van de doe/gij-linie. Men zegt dus sjaop en dich maaks/maoks, niet schaop en gij/djzieë maokt zoals in het westen. Voor de tweede persoon meervoud wordt nog algemeen gae enz. gezegd in plaats van dzjieë dat in het zuiden de overhand heeft.
Op andere gebieden is de grens met het westen niet overal zo scherp. Vooral als het om de klinkers gaat is de situatie gecompliceerd. In het noorden zegt men nog overal ies, hoes, book en breef (en niet, zoals in het westen, ijs/ais, haus, boek en brief). Rond Genk en Zutendaal is dat echter niet meer het geval: in Zutendaal zegt men bijvoorbeeld boêk, maar ook breef.
Ook over de Oergermaanse ai en au zijn er verschillen tussen de dialecten. In het noorden worden gewoonlijk de tweeklanken ei en ou, in het zuiden niet. tegenover Assers geit en bein staan Genkers geet en been.
Met de lange a is iets vergelijkbaars aan de hand. Een verschil tussen de twee lange a-klanken, de eerste uit een oorspronkelijk lange klinker en de tweede uit een verlengde, bestaat in veel oostelijke dialecten. In het Maaskempens bestaat dat verschil in het noorden deels nog: men zegt in het noorden bijvoorbeeld make en aap tegenover sjaop. In het zuiden zijn allebei de a's in ao veranderd: maoke, aop, sjaop. De lange a voor een taol is wel overal in ao veranderd. Dat betekent dat een verschil tussen late (bijvoeglijk naamwoord ) en laote (werkwoord), wat aan de Maaskant en in Nederlands Limburg algemeen is, in 't Maaskempens niet bestaat, het is in het Maaskempens beide laote.
Ook wat betreft mouillering is het gebied verdeeld. In het noorden, rond Bree en Bocholt, komt het voor, meer naar het zuiden bestaat het niet.
Door de tweedelig in het gebied tussen noord en zuid, waarbij het zuiden duidelijk westelijker van karakter is, ziet niet iedereen dit gebied als een eenheid. Jan Notten bijvoorbeeld rekent het grootste deel van het gebied tot het Centraal-Limburgs, maar deelt Genk en omgeving, samen met het Tongerlands, in bij een overgangsgroep tussen Centraal- en West-Limburgs.
Ontronding komt in bijna alle Maaskempense dialecten voor. Alleen een aantal noordelijke plaatsen zoals Bocholt hebben geen ontronding. (Bree doet weer wel mee). De ontronding is niet exclusief een Maaskempens fenomeen, maar in het Demerkempens, Tongerlands en Bilzerlands is het maar een minderheid van de dialecten. Ook is de ontronding niet dwingend of universeel aanwezig. Ook als de meerderheid van de woorden of klanken ontrond wordt, wordt in sommige dialecten een geronde voorklinker gemaakt. Zo wordt het in het Zutendaals: beuk, vösj, dus, huus en uuepe. In dit geval zijn de geronde vocale in Franse leenwoorden te vinden, en onder druk van het Nederlands in de jongerentaal.
Tongerlands · Bilzerlands · Maaskempens · Trichterlands · Weertlands · Horns · Centraal-Maaslands